# 機動戰士Gundam GQuuuuuuX
《机动战士Gundam GQuuuuuuX》是由Studio Khara和日昇動畫共同製作的GUNDAM系列電視動畫作品。2024年12月4日，首次公佈有關本作的消息。在電視播放之前，由部分話數重新編排的劇場版《機動戰士Gundam GQuuuuuuX -Beginning-》於2025年1月17日在日本上映，電視動畫於2025年4月至6月於日本播放；至於全球獨家播放權則由Amazon Prime Video購入，並於日本首播當日起同日上架。

## 制作概要
故事設定為改寫了《機動戰士GUNDAM》的一年戰爭發展的平行世界，在自護得勢的五年後宇宙世紀0085年開始，為近年高達系列內少數與過去作品劇情有直接時序關係的原創主流作品。
本作品在一座並未加入自護的太空居民點開始，描寫女高中生主角天手讓葉，在與難民少女涅安相遇後被捲入非法MS決鬥競技「戰團對決」，駕駛著神祕最新型MS「GQuuuuuuX」投身其中，而被通緝的神祕MS「GUNDAM」駕駛員修司也出現在她們面前。

## 登場人物

### 主要人物
天手讓葉（瑪秋）（聲：黑澤朋世）
本作主角。原本是與母親珠希一同生活在殖民地SIDE 6的女子高中生，很渴望去地球感受真正的天空、海洋和重力。因緣際會之下駕駛自護的新型MS「GQuuuuuuX」，展現出作為駕駛員的潛質。之後以「瑪秋（マチュ）」為參賽代號，加入了加涅邦旗下的戰隊「博美犬军团（ポメラニアンズ）」參加戰團對決。
根據監督的說法，「天手（アマテ）」來源是「天照大神（アマテラス）」，「讓葉（ユズリハ）」其實是柚木類的樹種「杠（ユズリハ）」
涅安（聲：石川由依）
一位從事非法運輸工作的戰爭難民少女。兒時因故鄉殖民地淪為戰場，獨自駕駛迷你機動戰士逃離家園，與家人失散。並在被太空船給救起後來到了瑪秋居住的殖民地。
修司伊藤（聲：土屋神葉）
喜愛噴漆塗鴉的神秘男子。「紅色高達」的駕駛者，與瑪秋組成「戰團對決」的搭檔（MAV）。他帶著改造的四足機器人「貢奇（コンチ）」行動。常在各地殖民地出沒，在外牆上塗鴉，因此受到警方與吉翁公國軍的追緝。參加戰團對決時，首場使用的代號為「AAA」，之後改為「HARAHERIMUSHI（肚餓蟲）」。
口頭禪是“高達是這樣説的”。

### 加涅邦有限公司
安琪（聲：伊瀨茉莉也）
加涅邦有限公司的女社長，個性豪爽，在洞察出天手讓葉作為駕駛員的潛質後，親自將天手招募進自己所屬的戰團對決戰隊。除了戰團對決活動外也涉足多項非法生意。
傑奇（聲：德本恭敏）
加涅邦的成員。
奈布（聲：千葉翔也）
加涅邦的成員。
肯恩（聲：永野由祐）
加涅邦的成員。
波美拉尼亞（聲：越後屋浩介）
傑奇在加尼邦商會養的博美犬。
哈囉（聲：釘宮理惠）
出現在《鋼彈系列》中的球形機器人。在本作登場的是由加涅邦所擁有的白色機體，主要負責跟隨駕駛經驗尚淺的讓葉，協助其操作駕駛。

### Side 6
珠希讓葉（聲：釘宮理恵）
天手的母親，任職於Side 6監察局。丈夫目前獨自駐在另一殖民地，對女兒未來的道路感到憂心。
卡姆蘭·布魯姆（聲：興津和幸）
Side 6總統的首席輔佐官，與夏利安·布爾有舊識之誼。
佩爾加米諾（聲：佐佐木祐介）
Side 6總統，在一年戰爭期間，他在 Side 6 的禁戰空域外經營了一座星際飛船浮動船塢，並透過承接聯邦與自護艦隊的維修工作賺取了豐厚的利潤。戰後，他升任造船企業聯盟的主席，之後再取得了目前的職位。

#### Side6軍警察
亞拉格（聲：丹羽正人）
搭乘軍警專用薩克的駕駛員。
拿高茲（聲：下山吉光）
同為軍警薩克駕駛員，是亞拉格的搭檔。
瓦德（聲：家中宏）
公安刑事。
恰奇
公安刑事，是瓦德的搭檔。

#### 其他關係人物
馬可·長原（聲：稻田徹）
非法運輸業者的頭目，負責指派工作給涅安。

### 索頓號
夏利安·布爾（聲：川田紳司）
自護公國的軍官，曾隸屬於木星船團的駕駛員，因而有「從木星歸來的男人」之稱。奉基連·薩比之命，派遣至基西莉亞麾下的新人類部隊，與夏亞相識並成為搭檔，被世人稱為「灰色幽靈」。至U.C.0085年時已晉升為中佐，繼續以索頓號為母艦尋找失蹤的夏亞。
夏利安跟夏亞懷著共同的理想，就是推翻將新人類武器化的薩比家，從而令新人類獲得真正的自由。
艾格沙貝·奧立弗（聲：山下誠一郎）
「GQuuuuuuX」的原駕駛員，同时也是基絲莉亞安插在夏利安身邊的暗樁，負責監視夏利安。出身自魯姆的難民青年，為吉翁公國軍的飛行員養成機構「弗拉納岡新類型人研究機構」的首席畢業生。被認為擁有新人類資質，因而被託付駕駛新型MS「GQuuuuuuX」，但未能成功啟動歐米茄精神感應系統，也錯失攔截紅色鋼彈。後來於Side 6因非法入境被逮捕，但在夏利安與卡姆蘭的協調下獲釋。然後他游走Side 6各處尋找GQuuuuuuX的下落。
寇茉莉·哈柯特（聲：藤田茜）
隨侍於夏利安的女性軍人。雖為軍官學校出身的菁英，但對於新人類的存在持懷疑態度。
菈席特（聲：廣瀨沙耶）
U.C.0085年時索頓號的艦長，階級為中佐。
哥華魯（聲：村井雄治）
索頓號的技術軍官，階級為中尉。
唐基（聲：中務貴幸）
索頓號的舵手，階級為曹長。
奧斯路（聲：中村源太）
索頓號的操作員，階級為軍曹。
瑟法（聲：渡邊理沙）
索頓號的操作員，階級為伍長。
班諾華（聲：江越彬紀）
索頓號的通訊士，階級為伍長。

#### UC0079索頓號機組人員
夏亞·阿茲納布爾（聲：新祐樹）
一年戰爭時名為「紅色彗星」的王牌MS駕駛員，擁有高强的新人類素質。他從聯邦手上搶奪高達並進行改造，但在第二次所羅門戰役中因高達身上的心靈通訊裝置暴走而爆發了“傑庫諾瓦”（ゼクノヴァ）的現象後人間蒸發。後來遇見修司伊藤，認為其所具備的新人類特質超乎預期，並且將紅色高達交予其使用。
U.C.0085年，再次現身並以「斯羅茲」（シロウズ）之假名潛入尤瑪恩托計畫的開發團隊。
丹寧（聲：後藤光祐）
吉翁MS駕駛員，夏亞的部下，在潛入SIDE 7奪取鋼彈的任務中支援夏亞。
德連（聲：武田太一）
夏亞的副官。階級由中尉晉升為大尉，成為由佩加薩斯號改造而成的索頓號初代艦長。

### 薩比家
基連·薩比（聲：山寺宏一）
吉翁公國軍總帥。薩比家長男、基西莉亞的兄長。
基西莉亞·薩比（聲：名塚佳織）
薩比家長女兼自護軍突擊機動軍司令，一年戰爭時支持馬沙和夏利安組成新人類部隊。她也知道馬沙的真正身份。

### 吉翁相關人物
馬·克貝（聲：杉田智和）
自護軍上校。一年戰爭中的敖德薩作戰失利后，他指揮軍隊攻略聯邦的月神二號基地並獲得勝利，U.C.0085年時已晉升為中將。
蘭巴·拉爾
自護軍人。U.C.0085的伊歐瑪格奴索事件結束後成為自護公國新領導者阿爾黛茜亞·索姆·戴昆的輔助官。
阿塔夫（聲：內山昂輝）
自護軍中尉，基西莉亞的助手，實際上為基連安插基西莉亞身邊的暗樁。
米格爾·塞爾瓦特（聲：八代拓）
艾格沙貝在弗拉納岡研究機構的同班同學。
馬里根（聲：齊藤壯馬）
中尉，基西莉亞麾下的軍官。
弗拉納岡（聲：白熊寬嗣）
專門研究新人類的科學家。
西姆斯·艾爾·巴哈洛夫（聲：庄司宇芽香）
吉恩公國軍大尉。他參與了精神感應兵器的研發。
烏拉根（聲：山下大樹）
吉翁公國軍少尉，是馬·克貝的副官。
塞西莉亞·艾琳（聲：豐崎愛生）
基連的秘書。
查普曼·吉洛姆（聲：相澤正輝）
吉翁公國軍基連派將官。首次登場於小說版《First》。
里歐·利奧尼（聲：檜山修之）、蒂爾扎·萊奧尼（聲：前田玲奈）
伊歐瑪格奴索的開發負責人父女。

#### 黑色三連星
佳亞（聲：上田燿司）、奧迪加（聲：濱田賢二）
前自護皇牌MS駕駛員組合“黑色三連星”的成員。戰後兩人為能夠加入傭兵集團而參加“軍團戰”，隊伍取名叫“BINARYS”。
馬修
前自護皇牌MS駕駛員組合“黑色三連星”的一員。由於跟馬·克貝鬧不和，導致他在佳亞和奧迪加被馬·克貝趕出軍隊前退役。離開軍隊的馬修投身於政治並當上烏森市的市長，目前因為陷入與秘書出軌的醜聞而面臨引咎辭職的危機。

### 地球聯邦軍
保羅·卡西亞斯（聲：中博史）
中佐，為索頓號前身「飛馬號」的艦長。
雪拉·馬斯
馬沙的妹妹，原名阿爾黛茜亞·索姆·戴昆。但她投靠地球聯邦軍，駕駛紅白藍三色塗裝的專用輕加農作戰。她在第一次所羅門戰役中殺死了多茲爾·薩比，然後在第二次所羅門戰役中，她在要塞裏與哥哥馬沙邂逅並短暫交戰，期間有“某種力量”的介入而令兩兄妹互相感應到對方，然後她對天花開炮製造崩塌，令馬沙與高達被落石活埋並趁機逃走。
U.C.0085的伊歐瑪格奴索事件結束後成為自護公國的新領導者。
詩子菅井（聲：塙真奈美）
一年戰爭時期的聯邦王牌女駕駛員，人稱「魔女」。當時所駕駛的是輕裝加農砲機體，戰績為擊墜逾百機。曾被夏亞駕駛的紅色鋼彈擊墜搭檔，因此對紅色鋼彈異常執著。至U.C.0085年已退役並育有一子，得知失蹤多年的紅色鋼彈再次現身後，毅然捨家參加戰團對決。參戰代號為「MAMAMAJO（媽媽魔女）」。
波卡塔（聲：金田愛）
前聯邦駕駛員，警備公司「Dmitry」的員工，擔任詩子的戰團搭檔。
摩斯克·漢（聲：菊池康弘）
前聯邦技術軍官。U.C.0085年時在警備公司「Dmitry」任職，曾為詩子駕駛的傑爾古格施加磁性塗層強化改裝。
法斯古·奧姆（聲：安元洋貴）
聯邦軍强化人部隊“Twelve Olympians”的指揮官，本作中軍階少佐。他帶部隊來到Side 6的目的也是追尋紅色高達和暗殺基絲莉亞·薩比。該角色出現於《機動戰士Z鋼彈》、《機動戰士高達0083》。
蓋兹·卡帕（聲：村瀨步）
法斯古·奧姆的下屬，奧古斯塔研究所出身的强化人，本作中軍階中尉。該角色首次出現於《機動戰士Z鋼彈》。
杜·姆拉沙美（聲：金元寿子）
姆拉沙美研究所的强化人，軍階少尉，重高達的駕駛員。自稱“重高達的心臟”。執行"刺殺基西莉亞"計劃時被夏利安駕駛的機體前後射擊而死。

### 平民
拉拉·遜（聲：羊宮妃那）
居住在地球妓院「卡巴斯之館」的女子。
瓦尼（聲：小倉唯）、坎查納（聲：菱川花菜）
在「卡巴斯之館」工作的女僕們。

### 另一側的世界
夏亞·阿茲納布爾（聲：池田秀一）
出現在位於「傑庫諾瓦」彼方的世界中的夏亞。世界觀承襲自電視動畫《機動戰士鋼彈》，但他在劇中為了保護拉拉而被鋼彈殺死。
拉拉·遜（聲：潘惠子）
同樣來自「傑庫諾瓦」彼方的世界。「雪倫的薔薇 」的駕駛員，夏亞戰死後，她為了尋找能讓夏亞存活下來的路徑而創造了新的世界。
阿姆羅·雷（聲：古谷徹）
同樣來自「傑庫諾瓦」彼方的世界。本作中化身為Gquuuuuux的機魂恩底彌翁單元並說出了他已經不想再看到拉拉被鋼彈殺死的場景。

## 登場機體和戰艦

### 吉翁公國系
紅色鋼彈
- 機體編號：gMS-α

夏亞由地球聯邦奪走鋼彈後換上紅色塗裝和裝上賽可繆系統之機體。
α為第1個希臘字母。
GQuuuuuuX
- 機體編號：gMS-Ω
- 機體高度：18公尺
- 機體重量：42噸

瑪秋駕駛（強奪）的最新型機體（MS），作為波美拉尼亞的所屬機體參加戰團對決。
Ω為第二十四個希臘字母。
名字來自電腦程式編寫中的占位符“Quux”。
GFreD
- 機體編號：gMS-κ

GQuuuuuuX的二號機。
κ為第十個希臘字母。
薩克
- 機體編號：MS-06
- 機體高度：17.5公尺
- 機體重量：56.2噸

自護公國一年戰爭時期主力量產MS。可靠性十分高。戰後軍方將它們的戰鬥用驅動裝置給拆除掉，並賣去民間作軍事以外的用途，但免不了被各勢力改造進行名為“軍團戰”的地下格鬥賽。
軍警用薩克
- 機體編號：MS-06SSP
- 機體高度：17.5公尺
- 機體重量：56.2噸

薩克的軍警用型號。
傑爾古格
- 機體編號：gMS-01
- 機體高度：18公尺
- 機體重量：42.2噸

自護公國在一年戰爭後淘汰渣古的新世代制式MS。
自從馬沙將高達從聯邦手上虜獲給自護後，自護公國決定取消大量的新型MS開發計劃，並將高達進行逆向工程然後將它進行量產。
外形十分像正史時空的RGM-79吉姆。
力克·德姆
- 機體編號：MS-09

自護公國的重型陸戰用MS大魔的宇宙用改型，它的背部安裝多一條腿作噴射背包用。
基克羅格
- 機體編號：MAN-03

新人類專用機動裝甲（MA），夏利安的專用機。裝備了精神感應系統和四門有綫制導式米加粒子炮，新人類駕駛員能以腦電波操縱火炮的移動，對敵人進行全方位攻擊。
外形設計與正史時空UC0079時期的“布勞·布羅”一模一樣，但分別是能夠變形做MS形態。
強人（八字裝備）
- 機體編號：MS-15/H

自護公國已經取消開發的近戰型MS“YMS-15強人”的改修型，裝備了導彈盾牌與名為“八字”的推進器、光束步槍及戰矛的複合武裝。
魔霸
- 機體編號：MA-08

自護公國在一年戰爭時期開發的要塞攻略型MA。德茲爾·薩比在一年戰爭的所羅門防衛戰時駕駛它，但被聯邦的三色塗裝的輕型加農擊敗而戰死。不過自護軍還將它量產，並大量投入到月神二號攻略戰中並獲得勝利。
索頓號
- 艦籍編號: LMSD-70

自護軍最新的太空戰艦，前身為由原先地球聯邦建造但被自護軍破壞和強奪的飛馬號。

### 地球聯邦系
白色鋼彈
- 機體編號：RX-78-02
- 機體高度：18公尺
- 機體重量：43噸

地球聯邦軍的新型機體，UC79年「RX計畫」的一環，以近距離格鬥為主的MS。在Side 7被「紅色彗星」夏亞強奪。
鋼加農
- 機體編號：RX-77-02
- 機體高度：18公尺
- 機體重量：51噸

地球聯邦軍的新型機體，UC79年「RX計畫」的一環。以中距離火力支援為主的MS。裝備兩門榴彈炮和光束步槍。
鋼坦克
- 機體編號：RX-75

地球聯邦軍的新型機體，UC79年「RX計畫」的一環。
01鋼彈
- 機體編號：RX-78-01
- 機體高度：18公尺
- 機體重量：43.4噸

地球聯邦軍的新型機體，UC79年「RX計畫」的一環。為鋼彈的一號機，性能與白色鋼彈相同。它與白色鋼彈的分別是以黑白兩色為塗裝和與鋼加農相似的頭部。
輕型加農
- 機體編號：RGM-79
- 機體高度：18公尺
- 機體重量：49.9噸

地球聯邦軍的主力MS。由於鋼彈被「紅色彗星」夏亞奪去，加上01鋼彈也被他擊毀，因此地球聯邦只能根據手上僅有的01鋼彈的資料來更改鋼加農的設計這折衷方案來製作屬於他們的MS。它輕量化了鋼加農的裝甲，還有左肩的榴彈炮換成光束劍，融合了鋼彈的近戰與鋼加農的火力支援兩種能力。
重高達
- 機體編號：MRX-010
- 機體高度：50公尺

地球聯邦軍的强化人專用MS，能變形為MA形態，使用精神感應裝置來操縱機體。裝備五聯裝擴散米加粒子炮和手指型米加粒子炮，擁有著驚人的龐大火力，也能把裝甲卸除出來並以念力投擲出去攻擊敵人和作為反彈光束的鏡子。
地球聯邦的特工打著“空調機器”的名義將它秘密運輸到Side 6内部。
漢布拉比
- 機體編號：ORX-139

由奧古斯塔研究所開發的可變形MS。
飛馬號
- 艦籍編號: SCV-70

地球聯邦軍最新的太空戰艦，但艦橋被馬沙奪去的高達破壞，後來更被自護軍強奪。

### 其他系
高達
機體編號：RX-78-2
機體高度：18公尺
機體重量：43噸
由修司伊藤在第11集為了終結這個由雪倫的薔薇創造的世界來糾正所有錯誤而召喚的機動戰士。基本上和正宗的高達一模一樣。和雪倫的薔薇一樣，它也來自「傑庫諾瓦」彼方的世界。

艾美號/雪倫的薔薇
- 機體編號：MAN-08

自護原本在一年戰爭已取消開發的機動裝甲, 但在一年戰爭中突然出現, 並來自「傑庫諾瓦」彼方的世界。據說它與"澤克新星"有著深厚的聯繫。

傑爾古格
- 機體編號：MS-14S/CA
- 機體高度：19.2公尺
- 機體重量：42.1噸

來自另一個世界的自護在一年戰爭後期为了与地球联邦军的高达相抗衡，利用情报部自Side6取得的联邦技术资料所生產的機動戰士。一部份配給精銳駕駛的先行生產機稱為MS-14S。在劇中被來自「傑庫諾瓦」彼方的世界的鋼彈擊敗。

## 製作人員
- 製作：Studio Khara、日昇動畫
- 原作：矢立肇、富野由悠季
- 角色設計原案：安彥良和
- 機器人原案：大河原邦男
- 導演：鶴卷和哉
- 劇本統籌：榎戶洋司
- 編劇：榎戶洋司、庵野秀明
- 角色設計：竹（日语：竹_(イラストレーター)）
- 機械設計：山下育人
- 動畫角色設計・角色總作畫監督：池田由美、小堀史繪
- 動畫機械設計・機械總作畫監督：金世俊
- 設計工作：渭原敏明（日语：渭原敏明）、前田真宏、阿部慎吾、松原秀典、射尾卓彌（日语：射尾卓弥）、井關修一（日语：井関修一）、高倉武史（日语：高倉武史）、繪圖PETER、網、mebae、稻田航（日语：稲田航）、水野慎也、大村祐介（日语：大村祐介）、出渕裕（日语：出渕裕）、增田朋子、林絢雯、庵野秀明、鶴卷和哉
- 美術設定・美術監督：加藤浩（日语：加藤浩）
- 概念藝術：上田創
- 分鏡：鶴卷和哉、庵野秀明、前田真宏、谷田部透湖、荒木哲郎
- 演出：鶴卷和哉、小松田大全、谷田部透湖、荒木哲郎
- 角色作畫監督：松原秀典、中村真由美、井關修一
- 機械作畫監督：阿部慎吾、淺野元
- 細節設計：渭原敏明、田中達也、前田真宏
- 色彩設計：井上明子
- CGI導演：鈴木貴志
- CGI動畫導演：岩里昌則、森本Sigma
- CGI建模導演：若月薪太郎、楠戶亮介
- CGI技術導演：熊谷春助
- CGI藝術導演：小林浩康（日语：小林浩康）
- 圖形設計導演：座間香代子
- 視覺開發導演：千合洋輔
- 攝影導演：鹽川智幸
- 攝影顧問：福士享
- 特技導演：矢邊洋章
- 剪輯：辻田惠美
- 音樂：照井順政（日语：照井順政）、蓮尾理之（日语：蓮尾理之）
- 音樂製作人：山田智子、舩橋宗寬、大濱拓哉
- 音響導演：山田陽（日语：山田陽）
- 音效：山谷尚人（日语：山谷尚人）
- 主要製作人：杉谷勇樹
- 執行製作人：小形尚弘
- 製作人：笠井圭介、伴在正行
- 製作統籌・設定製作：田中隼人
- 數位製作統籌：藤原滉平
- 發行：東寶、万代南梦宫影像制作（劇場先行版）
- 宣傳：萬代南夢宮影業、松竹、Studio Khara、日本電視台、東寶
- 製作：萬代南夢宮影業、日本電視台（電視動畫）

## 主題曲
劇場先行版《Beginning》/電視動畫片頭曲
「Plazma」（第2話－第11話）
作詞、作曲、編曲、主唱：米津玄師
劇場先行版《Beginning》插入曲/電視動畫片尾曲
（第1話－第10話）
作詞：Yuki Tsujimura、作曲：Naoki Itai・Yuki Tsujimura、編曲：Naoki Itai、主唱：星街彗星
插入曲
（劇場先行版、第1、6話）
作詞・作曲・編曲：ツミキ、主唱：NOMELON NOLEMON
（第3話）
作詞：sakuma.、作曲：sakuma.・野口大志、編曲：野口大志/主唱：星街彗星
（第4話）
作曲：照井順政、編曲：徳澤青弦、主唱：岡地織花
（第5話）
作詞・作曲・編曲：照井順政、主唱：岡地織花
（第5、12話片尾曲）
作詞・作曲・編曲：照井順政、主唱：みきまりあ
（第6、7話）
作詞・作曲・編曲：ツミキ、主唱：NOMELON NOLEMON
（第7話）
作詞・作曲・編曲：ツミキ、主唱：NOMELON NOLEMON
「BEYOND THE TIME ～メビウスの宇宙を越えて～」（第11話片尾曲）
作詞：小室光子、作曲、編曲：小室哲哉、演唱：TM NETWORK
此曲曾作為1988年動畫電影《機動戰士鋼彈 逆襲的夏亞》片尾曲使用。
「ビギニング」（第12話）
作詞：井荻麟、作曲・編曲・演唱：井上大輔
此曲曾作為1982年動畫電影《機動戰士鋼彈III 宇宙相逢篇》插入曲使用。
「Far Beyond the Stars」（第12話）
作詞、作曲：照井順政、英語歌詞：Lynne Hobday、編曲：徳澤青弦、主唱：Shania Yan

## 各話列表
| 話數     | 日文標題 | 英文標題 | 中文標題           | 劇本              | 分鏡                       | 演出                           | 角色作畫監督                              | 機械作畫監督                             | 放送日期      |
| -------- | -------- | -------- | ------------------ | ----------------- | -------------------------- | ------------------------------ | ----------------------------------------- | ---------------------------------------- | ------------- |
| 第一話   |          |          | 紅色鋼彈           | 榎戶洋司          | 鶴卷和哉                   | 鶴卷和哉                       | 池田由美 小堀史繪                         | 金世俊                                   | 2025年 4月9日 |
| 第二話   |          |          | 白色鋼彈           | 庵野秀明          | 庵野秀明 前田真宏 鶴卷和哉 | 小松田大全                     | 松原秀典                                  | 阿部慎吾                                 | 4月16日       |
| 第三話   |          |          | 戰團對決的瑪秋     | 榎戶洋司          | 谷田部透湖 鶴卷和哉        | 谷田部透湖                     | 中村真由美                                | 淺野元                                   | 4月23日       |
| 第四話   |          |          | 魔女的戰爭         | 榎戶洋司          | 荒木哲郎 鶴卷和哉          | 荒木哲郎                       | 井關修一                                  | 淺野元                                   | 4月30日       |
| 第五話   |          |          | 尼娅安不知道闪闪亮 | 榎戶洋司          | 前田真宏 鶴卷和哉          | 倉富康平                       | 本多弘幸 寺尾洋之 渡部貴喜 mebae 中島里恵 | 森寛之 大浪太 小田裕康 寺尾憲治 寺尾洋之 | 5月7日        |
| 第六話   |          |          | 基西莉娅暗杀计划   | 榎戶洋司          | 高村和宏 鶴卷和哉          | 中西基樹                       | 山口葵                                    | 中島竹流                                 | 5月14日       |
| 第七話   |          |          | 玛秋的抗争         | 榎戶洋司          | 前田真宏 鶴卷和哉          | 伊藤慎之助                     | 大竹守 長部州太                           | 小松英司                                 | 5月21日       |
| 第八話   | [ 註 1 ] |          | 墜入月球           | 庵野秀明榎戶洋司  | 鶴卷和哉                   | 小松田大全谷田部透湖           | 松原秀典 中村真由美                       | 阿部慎吾                                 | 5月28日       |
| 第九話   |          |          | 雪倫的薔薇         | 庵野秀明 榎戶洋司 | 澤真平 鶴卷和哉            | 倉富康平                       | 中島里恵                                  | 大浪太                                   | 6月4日        |
| 第十話   |          |          | 封鎖伊歐瑪格奴索   | 榎戶洋司          | 寺岡巌 鶴卷和哉            | 安部保仁                       | 小谷杏子 長尾浩生 中村佑美子 島村秀一     | 倉本和希 平岡雅樹 久壽米木信弥           | 6月11日       |
| 第十一話 |          |          | 阿爾法消滅者們     | 榎戶洋司          | 上村泰 鶴卷和哉            | 伊藤慎之助                     | 伊藤瑞希 中尾高之                         | 小松英司 鈴木勘太 森寛之                 | 6月18日       |
| 第十二話 |          |          | 所以我要…          | 榎戶洋司          | 鶴卷和哉                   | 鶴巻和哉 谷田部透湖 小松田大全 | 井関修一 中村真由美 松原秀典              | 金世俊                                   | 6月25日       |

## 播映平台
| 播放日期             | 时间               | 播放电视台                  | 播放地区 | 备注     |
| -------------------- | ------------------ | --------------------------- | -------- | -------- |
| 2025年4月9日—6月25日 | 星期三 0:29—0:59   | 日本电视台（製作局） 全30局 | 日本国内 | 字幕放送 |
| 2025年4月12日—       | 星期六 19:00—19:30 | BS11                        | 日本全域 | 卫星电视 |

| 上线日期                                  | 上线时间 | 上线网站           | 备注              |
| ----------------------------------------- | --- | ------------------ | ----------------- |
| 2025年4月9日                              | 星期三 1:00 更新 | Amazon Prime Video |                   |
| 星期五 22:00 更新                         | 万代频道 Gundam Fan Club ABEMA DOCOMO动画商城 DMM TV （ 日语 ： DMM TV） Disney+ FOD Hulu Lemino （ 日语 ： Lemino） Netflix Niconico U-NEXT |                    | 2025年4月12日     |
| TELASA J:COM STREAM （ 日语 ： J:COM STREAM） milplus | | 2025年4月13日      | 星期日 22:00 更新 |
|                                           | |                    |                   |

| 播映地區 | 播映平台           | 播映日期             | 播映時間（UTC+8） | 備註   |
| -------- | ------------------ | -------------------- | ----------------- | ------ |
| 全球     | Amazon Prime Video | 2025年4月9日—6月25日 | 星期三 0:00       | [ 22 ] |

## 註解
1. ↑  上半段用「月に墜ちる」表示、下半段則是「月に堕ちる」請示。
2. ↑  上半段用「墜入月球」表示、下半段則是「墮向月球」請示。
3. ↑  除日本與越南以外，共於全球240多個國家與地區作為獨家串流發行。[21]